# Dilophotes atrorufus
Dilophotes atrorufus is een keversoort uit de familie netschildkevers (Lycidae). De wetenschappelijke naam van de soort werd in 1879 gepubliceerd door Ernst August Hellmuth von Kiesenwetter.